# Kane and Lynch: Dead Men
Kane & Lynch: Dead Men est un jeu vidéo d'action développé par IO Interactive et édité par Eidos Interactive. Il est sorti le 23 novembre 2007 sur PlayStation 3, Xbox 360 et PC. Sa suite Kane and Lynch 2: Dog Days est sortie en 2010.

## Scénario
Le joueur incarne Kane, un ancien mercenaire, coopérant avec Lynch, un psychopathe sous sédatifs. Le jeu rend hommage à de grands films d'action, notamment ceux de Michael Mann (plus particulièrement à Heat lors de la fusillade en pleine rue et Collatéral lors de celle dans un night club)[réf. nécessaire].

## Système de jeu
Shooter a la 3e personne, le joueur peut se couvrir derrière plusieurs obstacles à l'instar de Gears of War. Il peut également donner des ordres a ses coéquipiers, comme dans Freedom Fighters, un autre titre des développeurs Io interactive, (la filiation avec ce jeu est assumée puisque l'une des missions du jeu est intitulée Freedom fighters).

## Musique
La musique du jeu est composée par Jesper Kyd, compositeur de nombreux jeux d'Io interactive, en particulier Freedom fighters et la série des Hitman.